# Pradelles (Nord)
Pradelles település Franciaországban, Nord megyében. Lakosainak száma 404 fő (2022. január 1.). Pradelles Strazeele, Vieux-Berquin, Borre, Caëstre és Flêtre községekkel határos.

## Népesség
A település népességének változása:
| Lakosok száma | 376  | 381  | 388  | 390  | 406  | 412  | 415  | 410  | 404  |
|               | 2013 | 2015 | 2016 | 2017 | 2018 | 2019 | 2020 | 2021 | 2022 |